# Pseudobactrocerus fasciculatus
Pseudobactrocerus fasciculatus is een keversoort uit de familie snoerhalskevers (Anthicidae). De wetenschappelijke naam van de soort is voor het eerst geldig gepubliceerd in 1890 door Champion.